# Groove Armada
Groove Armada je britská hudební skupina, založená v roce 1996. Tvoří ji dva hudebníci: Andy Cato (vlastním jménem Andrew Derek Cocup) z Yorkshire a Tom Findlay pocházející z Cambridge. Oba žijí v Londýně, kde pracují na nových skladbách a nahrávají. Groove Armada v průběhu své kariéry prošla výraznými proměnami a to především žánrově. Debut Northen Star etabloval kapelu jako prominentní představitele chilloutu, ale už následující Vertigo ukázalo několika housovými skladbami taneční ambice. To potvrdila i třetí nahrávka Goodbye Country (Hello Nightclub). Velkým odklonem a posunem zároveň byla deska Lovebox, která kombinovala v první polovině psychedelicky rockové a v druhé polovině úderně taneční melodie. Hybridní experiment však komerčně zcela propadl. V roce 2007 se ale Groove Armada opět vrací na výsluní s kolekcí Soundboy Rock, která je poprvé v kariéře dostává do singlového Top 10 ve Velké Británii. V témže roce kapela slaví 10 let své existence, mimo jiné i dvěma kompilačními výběry z vlastní tvorby. Nejnovějším řadovým počinem je šestá studiová deska Black Light.
Mezi jejich nejúspěšnější singly se řadí „At The River“ (UK #19) „I See You Baby“ (UK #11), „Superstylin'“ (UK #12), dále „Get Down“ (UK #9) či „Song 4 Mutya (Out of Control)“ (UK #8).

## Diskografie

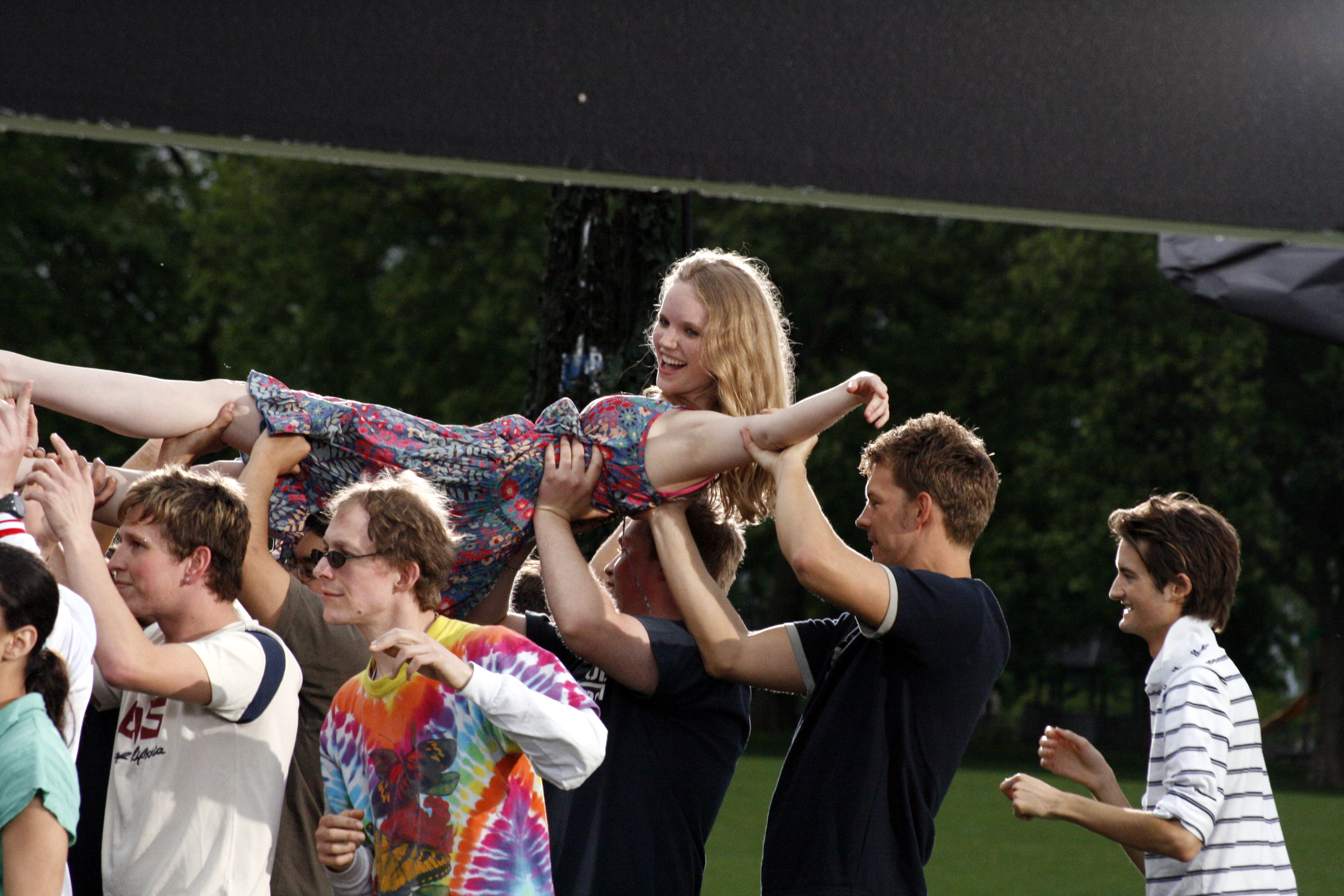
Shooting the video for Song 4 Mutya (Out Of Control) In Finsbury Park, London

### Alba
- Northern Star (1998)
- Vertigo (1999)
- The Remixes (1999)
- Goodbye Country (Hello Nightclub) (2001)
- Lovebox (2002)
- Groove Armada: The Best Of (2004)
- Soundboy Rock (2007)
- Greatest Hits (2007)
- GA10: 10 Year Story (2007)
- Black Light (2010)
- White Light (2010)

### Kompilace
- Back to Mine (2000)
- Another Late Night (2001)
- The Dirty House Session (2002)
- Essential Summer Groove (2004)
- Doin' It After Dark Vol. 1 (2004)
- Doin' It After Dark Vol. 2 (2004)
- Lovebox Weekender (2007)
- Lovebox Festivals & Fiestas (2008)
- Late Night Tales (2008)